# Landmollusker
Landmollusker, samlande beteckning för snäckor och sniglar som lever på land. Det är ingen enhetlig taxonomisk grupp med vetenskapligt namn. Flertalet landmollusker förs taxonomiskt till gruppen äkta lungsnäckor Eupulmonata (vilken också innehåller sötvattenslevande arter) men några även till så kallade framgälade snäckor Prosobranchia, t.ex. nålsnäcka Platyla polita (Hartmann, 1840).